# Beth Goulart
Elisabeth Xavier Miessa (Río de Janeiro, 25 de enero de 1961) es una actriz brasileña, hija de los actores Paulo Goulart y Nicette Bruno.

## Carrera
Su primera aparición en televisión ocurrió en la producción Alô, Alguém aí? de William Saroyan, transmitida por TV Cultura en 1975. Debutó como actriz en la telenovela Papai Coração en 1976, producción de TV Tupi. En 1983 estudió canto con Pepê Castro Neves y Luis Carlos Brito. Dos años después estudió arte con Peter Brook. En 1989, junto a Kika Sampaio estudió tap dance con Ruth Rachou y canto lírico con Marga Nicolau. En 1983 se casó con el músico Nando Carneiro, separándose en 1988. Beth también tuvo una relación con el director de teatro Gerald Thomas, reconocido por su obra Elektra Com Creta de 1986.

## Filmografía

### Televisión
| Televisión | Televisión                  | Televisión                     | Televisión                                  |
| Año        | Título                      | Rol                            | Notas                                       |
| ---------- | --------------------------- | ------------------------------ | ------------------------------------------- |
| 1976       | Papai Coração               | Carolina                       |                                             |
| 1977       | Éramos seis                 | Lili                           |                                             |
| 1978       | Roda de Fogo                | Paula                          |                                             |
| 1978       | O Direito de Nascer         | Isabel Cristina                |                                             |
| 1979       | Como Salvar Meu Casamento   | Sílvia                         |                                             |
| 1980       | Marina                      | Fernanda                       |                                             |
| 1981       | Baila Comigo                | Débora Frey Gama               |                                             |
| 1982       | Sétimo Sentido              | Helenice Rivoredo              |                                             |
| 1983       | Louco Amor                  | Carla                          |                                             |
| 1984       | Marquesa de Santos          | Benedita                       |                                             |
| 1986       | Selva de Pedra              | Cíntia Vilhena                 |                                             |
| 1987       | O Outro                     | Marília Della Santa            |                                             |
| 1988       | O Primo Basílio             | Leopoldina Quebrais de Noronha |                                             |
| 1988       | Olho por Olho               | Paula                          |                                             |
| 1990       | Riacho Doce                 | Helena                         |                                             |
| 1992       | Patrulleras peligrosas      | Diana Torremolinos             |                                             |
| 1993       | O Mapa da Mina              | Tânia Moraes                   |                                             |
| 1994       | Você Decide                 | Laura                          | Episodio: "A Bolsa ou a Vida"               |
| 1995       | A Idade da Loba             | Otília                         |                                             |
| 1996       | O Campeão                   | Maria Isabel Caldeira          |                                             |
| 1997       | Malhação                    | Lígia                          | Temporada 3                                 |
| 2000       | Você Decide                 | Laura                          | Episodio: "A Volta"                         |
| 2001       | El clon                     | Lidiane Valverde               |                                             |
| 2002       | El beso del Vampiro         | Marie                          |                                             |
| 2004       | A Diarista                  | Regina                         | Episodio: "Valha-me Deus"                   |
| 2005       | A Lua Me Disse              | Elvira Sá Marques              |                                             |
| 2006       | A Diarista                  | Dona Carminha                  | Episodio: "Bolo da Discórdia"               |
| 2007       | Paraíso Tropical            | Neli Veloso Schneider          |                                             |
| 2008       | Deseo prohibido             | Maria de Lourdes               |                                             |
| 2008       | Casos e Acasos              | Sandra                         | Episodio: "O Flagra, a Demissão e a Adoção" |
| 2008       | Três Irmãs                  | Leonora Malatesta              |                                             |
| 2011       | Vidas en juego              | Regina Camargo Leal            |                                             |
| 2014       | Vitória                     | Clarice                        |                                             |
| 2016       | Josué y la tierra prometida | Léia                           | Antagonista                                 |
| 2018       | Jesús                       | Miriam de Alfeo                |                                             |
| 2021       | Génesis                     | Jaluzi, reina de Sodoma        | Fase 5: Abraham                             |

### Cine
| Cine | Cine                                        | Cine         | Cine |
| Año  | Título                                      | Role         |      |
| ---- | ------------------------------------------- | ------------ | ---- |
| 1975 | Sorôco, Sua Mãe, Sua Filha                  |              |      |
| 1979 | Joelma 23º Andar                            | Lucimar      |      |
| 1984 | Meu Homem, Meu Amante                       |              |      |
| 1987 | Eternamente Pagu                            |              |      |
| 1988 | Mistério no Colégio Brasil                  | Zizi         |      |
| 1995 | Carlota Joaquina - Princesa do Brazil       | Maria Teresa |      |
| 1999 | Dois Córregos - Verdades Submersas no Tempo | Ana Paula    |      |
| 2000 | A Hora Marcada                              | Gina         |      |
| 2001 | Amores Possíveis                            | Maria        |      |
| 2002 | Metade Sexo Metade Mussarela                |              |      |
| 2003 | Oswaldo Cruz - O Médico do Brasil           |              |      |
| 2007 | Canção de Baal                              |              |      |
| 2008 | A Casa da Mãe Joana                         | Cliente      |      |
| 2017 | Cora Coralina - Todas as Vidas              | Narradora    |      |
| 2018 | Nada a Perder                               | Dona Geninha |      |
| 2019 | Nada a Perder 2                             | Dona Geninha |      |
| 2020 | O Garoto                                    |              |      |

### Teatro
- 1986 - Elektra com Creta
- 2009-2010 - Simplesmente Eu, Clarice Lispector[4]